# Hemisphaerius nitidus
Hemisphaerius nitidus är en insektsart som beskrevs av Stsl 1870. Hemisphaerius nitidus ingår i släktet Hemisphaerius och familjen sköldstritar. Inga underarter finns listade i Catalogue of Life.